# Perenniporia meridionalis
Perenniporia meridionalis är en svampart som beskrevs av Decock & Stalpers 2006. Perenniporia meridionalis ingår i släktet Perenniporia och familjen Polyporaceae.   Inga underarter finns listade i Catalogue of Life.